# Tropaeolum lasseri
Tropaeolum lasseri är en krasseväxtart som beskrevs av B. Sparre. Tropaeolum lasseri ingår i släktet krassar, och familjen krasseväxter. Inga underarter finns listade i Catalogue of Life.